# مجلة اسلاميكا
مجلة اسلاميكا هي مجلة فصلية في الولايات المتحدة ولها مكاتب تحرير في عمان، الأردن، كامبريدج، ماساتشوستس، لندن، المملكة المتحدة. مكرسة لتقديم وجهات نظر وآراء مختلفة حول الإسلام والعالم الإسلامي. . هي حاليا متوقفة عن العمل بسبب القيود المالية.
تم تحقيق مفهوم المجلة وإعادة إطلاقها من خلال جهود سهيل نخودة، خريج كلية لندن للاقتصاد والعلوم السياسية والتي مقرها في الأردن. كان أول مسلم يدرس اللاهوت المسيحي في الفاتيكان. تهدف رؤيته ورؤية الموظفين للمجلة، إلى توسيع وجهات النظر حول الإسلام وتوفير منتدى للمسلمين للتعبير عن اهتماماتهم ومخاوفهم أثناء إقامة علاقات مع مختلف الثقافات بينهم وبين جيرانهم وإخوانهم في الدين. يت اصدارالمجلة باللغة الإنجليزية وتستقطب علماء ومفكرين وكتاب ونشطاء من جميع أنحاء العالم.

## تاريخ المجلة
صدرت المجلة لأول مرة عام 1992 في المملكة المتحدة، وأعيد إطلاقها عام 2004 من عمان، الأردن. في عام 2009 تم تغيير اسم المجلة إلى «إسلاميكا».
يتم نشر «اسلاميكا» باللغة الإنجليزية شهريًا.

## المنظور التحريري
منذ إعادة الإطلاق، طورت «اسلاميكا» مجلسًا استشاريًا متنوعًا من العلماء والمفكرين والأكاديميين للمساعدة في تحديد منظورها التحريري.يضم المجلس الأفراد التاليين: عمر فاروق عبد الله، عثمان بكار، جون إسبوزيتو، حمزة يوسف، جيريمي هنزل توماس، أنور إبراهيم، أنس كاريتش، نوح كيلر، جوزيف لومبارد، إنغريد ماتسون، دانيال عبد الحي مور، عبد الحكيم مراد، سليمان نيانغ، عبد الله شلايفر، زيد شاكر
تتخذ المجلة عمومًا منظور المسلم السني الأرثوذكسيًا. في سنواتها السابقة، كان لدى إسلاميكا النظرة الإنجليزية - الأوروبية حول القضايا، بسبب فريق التحرير الذي تلقى تعليمه في بريطانيا في المقام الأول. في عام 2004، تم توسيع طاقم التحرير الأساسي ليشمل ستة محررين مقيمين في الولايات المتحدة. خلال هذا الوقت تم إجراء تحول أكثر دقة نحو معالجة القضايا المتعلقة بالإسلام في الولايات المتحدة أوللجمهور الأمريكي. يمكن العثور على دليل التحول الذي حدث في المقالات الحديثة التي نشرها شيرمان جاكسون، وديفيد كول، وصموئيل هنتنغتون، وجون إسبوزيتو وغيرهم من المفكرين الأمريكيين البارزين.
بالإضافة إلى ذلك، فإن كتّاب الأعمدة المقيمين في الولايات المتحدة، بمن فيهم الممثل الكوميدي أزهر عثمان، والشاعر دانيال عبد الحي مور، وكاتب المقالات والكاتب هارون مغول، وأسماء الدين، محامية وباحثة مساعدة لعمر ف. كما أضيف عبد الله إلى المجلة. اودين هو أيضًا زميل في صندوق بيكيت للحرية الدينية. ومن بين كتاب الأعمدة الآخرين فراز رباني، ويوسف زانيلا، الأكاديمي البريطاني، الدكتور هيلر وجيريمي هينزل توماس. لكن رئيس التحرير سهيل نخودة لا يزال في عمان.